# Tomas Laurušas
Tomas Laurušas (* 13. Februar 1996 in Kaunas) ist ein litauischer Schachspieler.

## Leben
Tomas Laurušas studierte seit 2015 an der Mykolas-Romeris-Universität in Vilnius. Er spielt Schach seit seinem fünften Lebensjahr. Sein erster Trainer war IM Kęstutis Kaunas.
Seine Schwester Brigita Stonienė (geborene Laurušaitė) war zweimal litauische Jugendmeisterin in der Altersklasse U18 weiblich. Die Geschwister besuchten die Sportschule Kauno Jaunalietuvių sporto organizacijos mokykla.

## Erfolge
Mit acht Jahren wurde er litauischer Einzelmeister im Kinder-Schach (U-10). 2008 wurde Laurušas bei der U14-EU-Meisterschaft in Mureck Zweiter, als einziger der 50 teilnehmenden Spieler, der noch für die U12 spielberechtigt gewesen wäre. 2012 wurde er Dritter in der Altersklasse U16 bei der Jugendeuropameisterschaft in Prag. Laurušas nahm für Litauen 2012 an der U16-Olympiade in Istanbul am Spitzenbrett teil und erhielt dort eine individuelle Silbermedaille für sein Ergebnis von 7,5 Punkten aus 9 Partien.
Die litauische Einzelmeisterschaft gewann er 2016 und 2019, beidesmal ausgetragen in Vilnius. Bei der litauischen Einzelmeisterschaft 2014 in Vilnius wurde er Dritter hinter Šarūnas Šulskis und Aloyzas Kveinys.
Für die litauische Nationalmannschaft spielte er bei sechs Mannschaftseuropameisterschaften: 2013 in Warschau am vierten Brett, 2015 in Reykjavík und 2019 in Batumi am zweiten Brett sowie 2021 in Čatež ob Savi und 2023 in Budva am Spitzenbrett. Er nahm an vier Schacholympiaden teil: Schacholympiade 2014 in Tromsø war er am dritten Brett aufgestellt, 2016 in Baku am zweiten Brett, 2018 in Batumi am dritten Brett sowie 2022 in Mamallapuram am Spitzenbrett.
Vereinsschach spielte Laurušas in Litauen für den ŠK Margiris Kaunas und die Mannschaft der Mykolas-Romeris-Universität (MRU). Mit Margiris nahm er am European Club Cup 2009 und 2014 teil, mit MRU 2019. In Finnland spielt er für Helsinki Street Chess (HSC).
Seit November 2013 trägt Tomas Laurušas den Titel Internationaler Meister. Die Normen hierfür erzielte er im Juli 2010 beim Miguel-Najdorf-Memorial in Warschau, mit Übererfüllung im August 2013 beim RTU-Open in Riga sowie im einen Tag danach beginnenden Open in Panevėžys. Großmeister ist er seit 2021. IM GM-Antrag wurden fünf Normen zum Erhalt des GM-Titels gemeldet: die Mannschaftseuropameisterschaft im November 2013, ein Zonenturnier in Tallinn im Mai 2018, der European Club Cup 2019, das Open in Warschau im Juli 2021 sowie das Open der Technischen Universität Riga im August 2021.
In den Jahren 2021 und 2022 führte er die litauische Elo-Rangliste an.